# بريتني كاربوسكي
بريتني كاربوسكي (Brittney Karbowski) (اسمها الكامل بريتني ماري كاربوسكي (Brittney Marie Karbowski)) هي ممثلة أمريكية ولدت في 26 يونيو 1986م في شوغر لاند، تكساس. كما أنها مؤدية أصوات للأنمي.

## أدوارها في الأنمي

### مسلسلات أنمي تلفزيونية
- إندكس معينة خاصة بالسحر - ميكوتو ميساكا، ميساكا الأخت الصغرى، لاست أوردر
- رايلغان معينة خاصة بالعلم - ميكوتو ميساكا
- كانان - نيني
- Angel Beats! - يوري ناكامورا
- سول إيتر - بلاك☆ستار
- فريزينغ - إنغريد بيرنشتاين
- داركر ذان بلاك -المقاول الأسود- - كيكو كايانوما
- داركر ذان بلاك -جوزاء النيزك- - كيكو كايانوما
- إير جير - رين فا
- دي جرايمان - أنجيلا, صوفيا
- كلايمور - ريفول
- الخادم الأسود - جيم
- آخر (رواية) - يوكاري ساكوراغي
- فايري تايل - ويندي مارفل
- B غاتا H كيه - يامادا
- CLANNAD - ريو فُجيباياشي
- CLANNAD 〜AFTER STORY〜 - ريو فُجيباياشي
- خيميائي الفولاذ FULLMETAL ALCHEMIST - سيليم برادلي، برايد
- هاكووكي - يوكيمورا تشيزورو
- هاكووكي هيكّيتسوروكو - يوكيمورا تشيزورو
- ميري آكلة الأحلام - إيسانا تاتشيبانا
- جيغوكو شوجو - مينامي شيبويا
- هايسكول اوف ذا ديد - أليس ماريساتو
- Kanon (2006) - أيو تسُكيميا
- MADLAX - ناهل
- نيغيما!؟ - أنيا
- سنكو نو نايت رايد - يوكينا سونوغي
- ماوارو بنغويندرام - تشييمي تاكاكورا (الصوت الثاني), هيباري إيسورا (الصوت الثاني), موموكا أوغينومي, رينجاكو
- Phantom 〜Requiem for the Phantom〜 - كال ديفنز/دراي
- ون بيس - أبيس, يوكي, كلاباوترمان، موس
- أوكامي-سان و رفاقها السبعة - كاكاري هايبارا
- نادي مضيفي ثانوية أوران - هيناكو تسوابوكي
- ريد غاردن - روز شيدي
- شاكوغان نو شانا II - ماتاكي أوغاتا
- شاكوغان نو شانا III(Final) - ماتاكي أوغاتا
- برج درواغا 〜the Sword of URUK〜 - هينارو
- كامينوميزو شيرو سيكاي - كانون ناكاغاوا
- كامينوميزو شيرو سيكاي 2 - تشيهيرو كوساكا
- UN-GO - أن أوسادا, موتوكو تانيمورا[7][8]

### أوفاأنمي
- شاكوغان نو شانا S - ماتاكي أوغاتا

### أفلام أنمي
- سمر وورز - يوهيه جينّوتشي

## وصلات خارجية
- بريتني كاربوسكي على موقع IMDb (الإنجليزية)
- بريتني كاربوسكي على موقع ميوزك برينز (الإنجليزية)
- بريتني كاربوسكي على موقع قاعدة بيانات الفيلم (الإنجليزية)
- بريتني كاربوسكي على موقع ANN person (الإنجليزية)